# La Paz (Mendoza)
La Paz é uma cidade da Argentina, localizada na província de Mendoza